# Contea di Wake
La contea di Wake in inglese Wake County è una contea dello Stato della Carolina del Nord, negli Stati Uniti. La popolazione al censimento del 2000 era di 627 846 abitanti. Il capoluogo di contea è Raleigh.